# NGC 1511A
NGC 1511A је спирална галаксија у сазвежђу Хидрус која се налази на NGC листи објеката дубоког неба.
Деклинација објекта је - 67° 48' 26" а ректасцензија 4h 0m 19,5s. Привидна величина (магнитуда) објекта NGC 1511 износи 13,4 а фотографска магнитуда 14,3. NGC 1511A је још познат и под ознакама ESO 55-5, IRAS 04001-6756, PGC 14255.